# Cymothoe pallida
Cymothoe pallida är en fjärilsart som beskrevs av Schultze 1920. Cymothoe pallida ingår i släktet Cymothoe och familjen praktfjärilar. Inga underarter finns listade i Catalogue of Life.